# Pheia drucei
Pheia drucei là một loài bướm đêm thuộc phân họ Arctiinae, họ Erebidae.